# Dichroa schumanniana
Dichroa schumanniana là một loài thực vật có hoa trong họ Tú cầu. Loài này được Schltr. mô tả khoa học đầu tiên năm 1914.